# Higashimatsuyama
Higashimatsuyama (ja:東松山市 -shi) é uma cidade japonesa localizada na província de Saitama.
Em 2003 a cidade tinha uma população estimada em 92 602 habitantes e uma densidade populacional de 1 417,45 h/km². Tem uma área total de 65,33 km².
Recebeu o estatuto de cidade a 1 de Julho de 1954.